# Tom Shadyac
Tom Shadyac (ur. 11 grudnia 1958 w Falls Church) – amerykański reżyser, pisarz i producent.
Urodził się w Falls Church w Wirginii. Jest potomkiem libańskich chrześcijan. Studiował na University of Virginia, później ukończył szkołę filmową na UCLA. W 1983 przeprowadził się do Los Angeles, gdzie pisał dowcipy dla komika Boba Hope’a.
Najsławniejsze jego filmy (jako reżysera) to Bruce Wszechmogący, Kłamca, kłamca, Ace Ventura: Psi detektyw. Współpracował z Eddiem Murphym przy pisaniu scenariusza do filmu Gruby i chudszy. Wyprodukował film Patch Adams z Robinem Williamsem i Znamię z Kevinem Costnerem. Wyreżyserował również film Evan Wszechmogący, sequel Bruce’a Wszechmogącego, jak się później okazało najdroższą komedię w historii.
Shadyac jest obecnie profesorem na Pepperdine University, gdzie prowadzi kursy dla scenarzystów.
Znany jest z tego, że chętnie obsadza Jima Carreya w głównych rolach swych filmów. Często współpracuje też ze Steve'em Oedekerkiem. Posiada własną wytwórnię – Shady Acres Entertainment.